# دوري آيسلندا الممتاز 1964
دوري آيسلندا الممتاز 1964 (بالآيسلندية: 1. deild karla í knattspyrnu 1964) هو الموسم 53 من  دوري آيسلندا الممتاز. أقيم خلال الفترة 20 مايو 1964 وحتى 27 سبتمبر 1964، وكان عدد الأندية المشاركة فيه  6، وفاز فيه نادي كيفلافيك.